# 1,2-苯并异𫫇唑
1,2-苯并异𫫇唑是一种有机化合物，化学式为C7H5NO。它可以水杨醛在碱催化下和羟胺-O-磺酸反应制得：
它可以用于制备2-羟基苯甲腈。